# Dirk Arie Lamme
Dirk Arie Lamme (geboren am 13. August 1839 in Rotterdam, gestorben am 11. Februar 1879 auf De Engelenburg in Berg en Dal) war ein niederländischer Kunsthändler, Museumsdirektor, Radierer und Zeichner.

## Leben

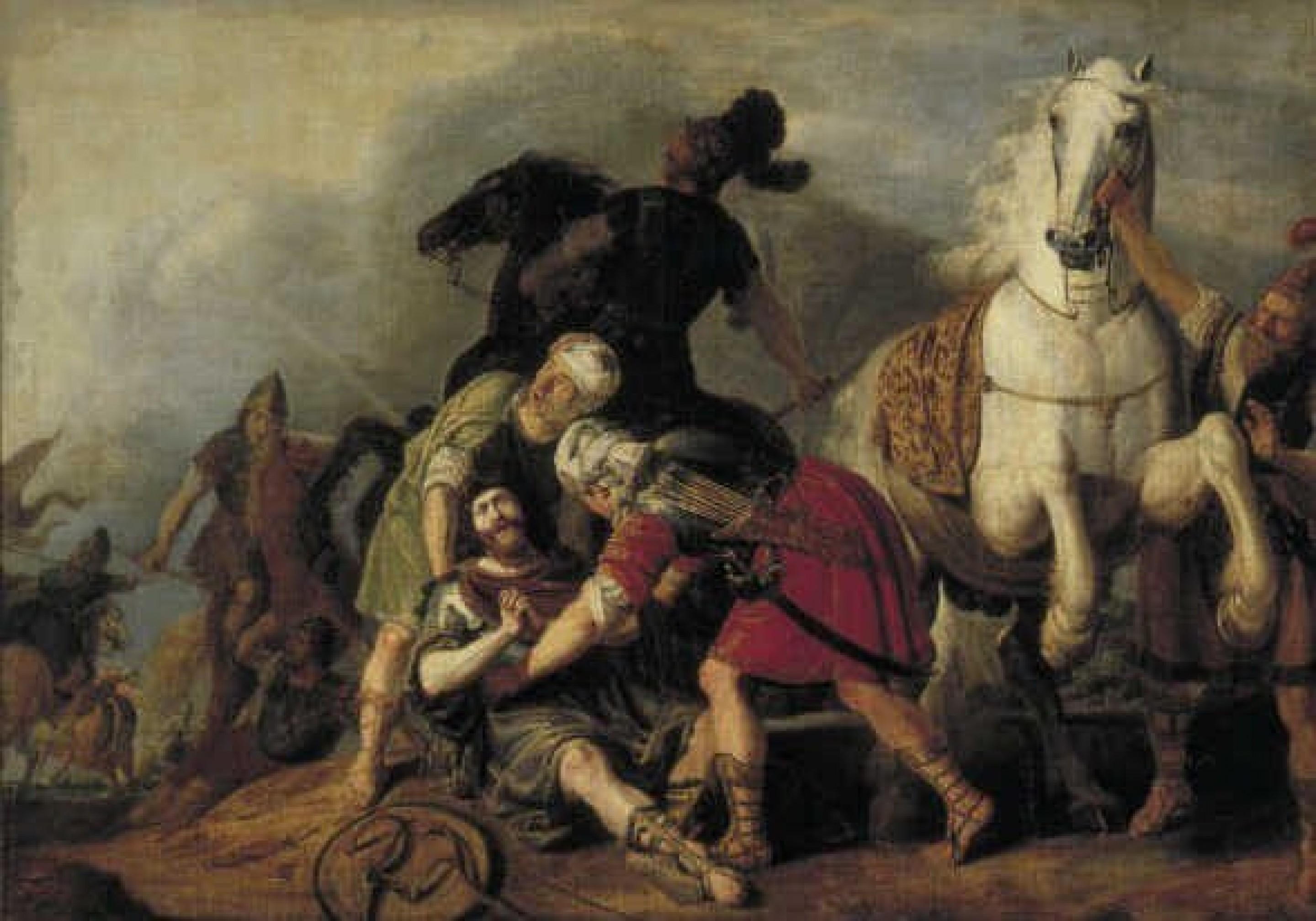
Gerrit Claesz. Bleker: Saul op den weg naar Damascus door blindheid geslagen

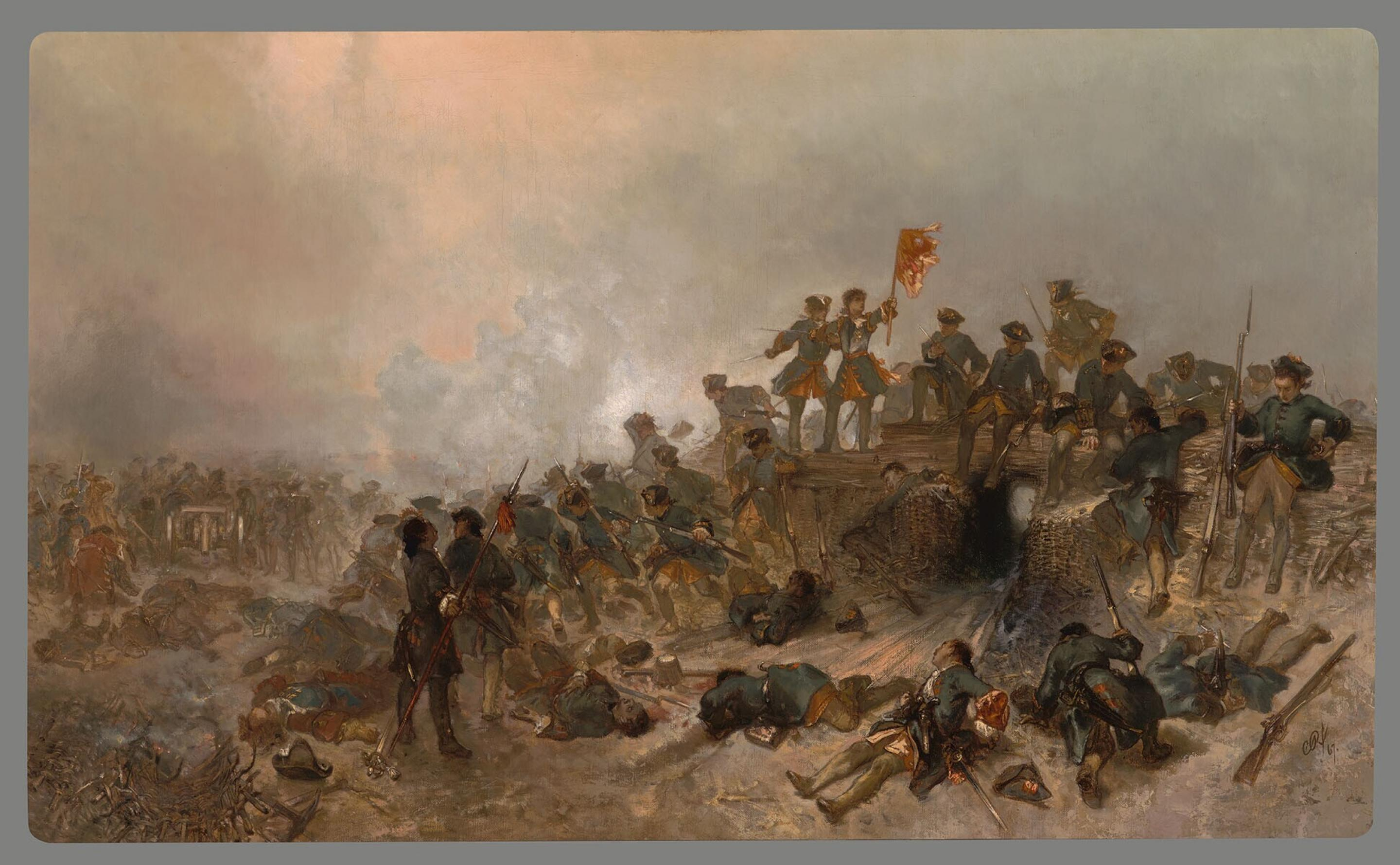
Charles Rochhusen: Slag bij Malplaquet

Lamme war ein Sohn von Arie Johannes Lamme und dessen Frau Adriana (geborene van Gelderen), sowie ein Enkel des Kunsthändlers und Malers Arnoldus Lamme (21. November 1771 – 7. März 1856) und der Johanna Catharina André. Er war ein Schüler seines Onkels Ary Scheffer. Am 28. April 1870 wurde als Nachfolger seines Vaters als Direktor des Boijmans-Museums in Rotterdam vorgeschlagen und am 13. Mai 1870 von der Kommission bei ihrer Sitzung eingesetzt. Wie seine Vorfahren väterlicherseits, war er im Kunsthandel tätig. Er hatte bereits in den Jahren 1866 und 1867 als Mitarbeiter seines Vaters bei der Wiederherstellung des Museums und der von seinem Vater verfassten „Beschreibung der Gemälde“ mitgewirkt und sollte den Vater eigentlich nur für die Zeit von dessen Abwesenheit vom Museum vertreten. Vom 31. Mai bis 2. Juni 1875 wurde die Sammlung Van Vollenhoven-Plemp versteigert, zu der auch ein Bildnis Saul op den weg naar Damascus door blindheid geslagen des Malers Gerrit Claesz. Bleker gehörte, die Lamme für das Museum erwarb. Bei einer Versteigerung in Amsterdam am 22. Januar 1878 erwarb er als letzte Amtshandlung ein Gemälde von der Schlacht bei Malplaquet von Charles Rochussen. Doch er litt bereits seit längerem an einer unheilbaren Krankheit, die ihn zunehmend daran hinderte, seine Aufgaben ordnungsgemäß zu erfüllen. Es gab öffentliche Beschwerden, dass das Museum unter diesem Zustand leide. Schließlich wurde am 11. September 1878 dem Stadtrat sein Rücktrittsgesuch vorgelegt und er wurde ehrenvoll entlassen. er verließ umgehend Rotterdam, zog sich in der Hoffnung auf Genesung auf den Landsitz De Engelenburg bei Berg en Dal zurück und starb nur sechs Monate später.
Einige Werke und Sammlerobjekte aus Lammes Nachlass und dem Besitz von Cornelis Willem Hendrik van Kaathoven (1834–1880) wurden im Juni in Leiden und Bücher aus seiner Sammlung im Dezember 1879 in Amsterdam versteigert.

## Werke (Auswahl)

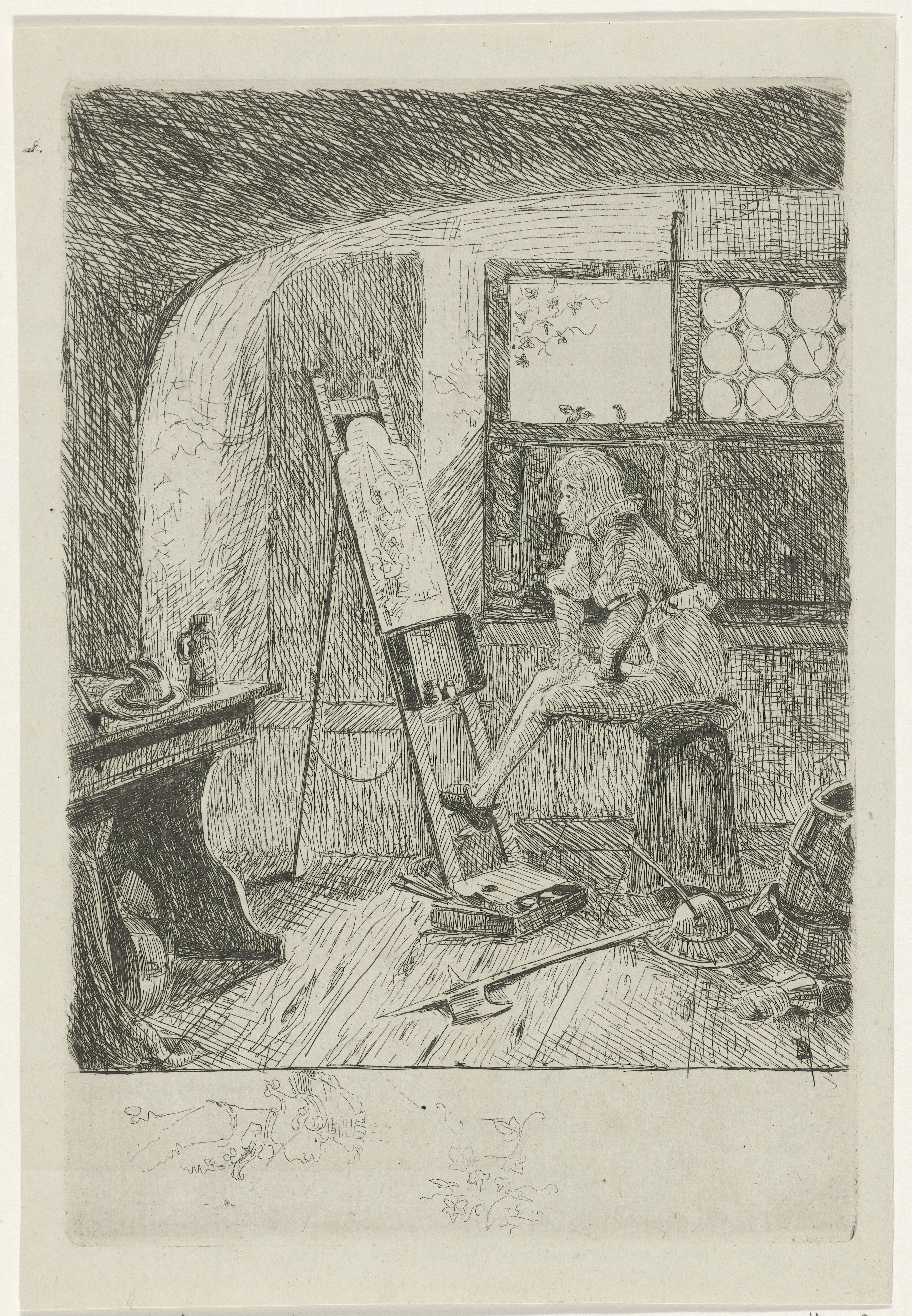
Radierung: Ein Maler in seinem Atelier

- Schilder in zijn atelier (Radierung)[6]
- 1863: De goede zoon (Zeichnung)
- Mit Arie Johannes Lamme: Beschrijving Museum te Rotterdam. 1877.

## Familie
Am 18. Juli 1866 heirarete Lamme Johanna (geborene Plemp; 22. Mai 1837 – 18. Dezember 1868) eine Tochter des Kaufmanns und Botschafters Michiel Plemp und dessen Frau Elizabeth Cornelia Snellen.
- Adriana Johanna Lamme (6. August 1867 – 20. Juli 1952) ⚭ 9. Juli 1890 mit dem Amsterdamer Buchhändler Jacob Herman de Wit (28. Februar 1862 – 20. Dezember 1944)
- Michiel Lamme (6. Dezember 1868 – 19. Januar 1943), wurde Bankier in Beverwijk ⚭ 8. September 1893 mit Jansje Schuit (1. März 1870 – 20. April 1960)

Nach dem Tod seiner ersten Frau heiratete er am 30. Mai 1872 deren jüngere Schwester Elizabeth Pauline (geborene Plemp; 20. Mai 1842 – 29. September 1876)
- Elizabeth Cornelia Lamme (24. Februar 1873 – 29. November 1925) ⚭ 9. September 1896 mit  Klaas de Jong (10. September 1861 – 7. April 1932)
- Arie Johannes Lamme (24. Februar – 15. Juli 1873)
- Arie Johannes Lamme II (6. September 1875 – 1. November 1940) wurde Bankier in New York ⚭ 10. August 1898 mit Jane (geborene Butler Thomas; 18. Januar 1873)